# Dorfkirche Taupadel

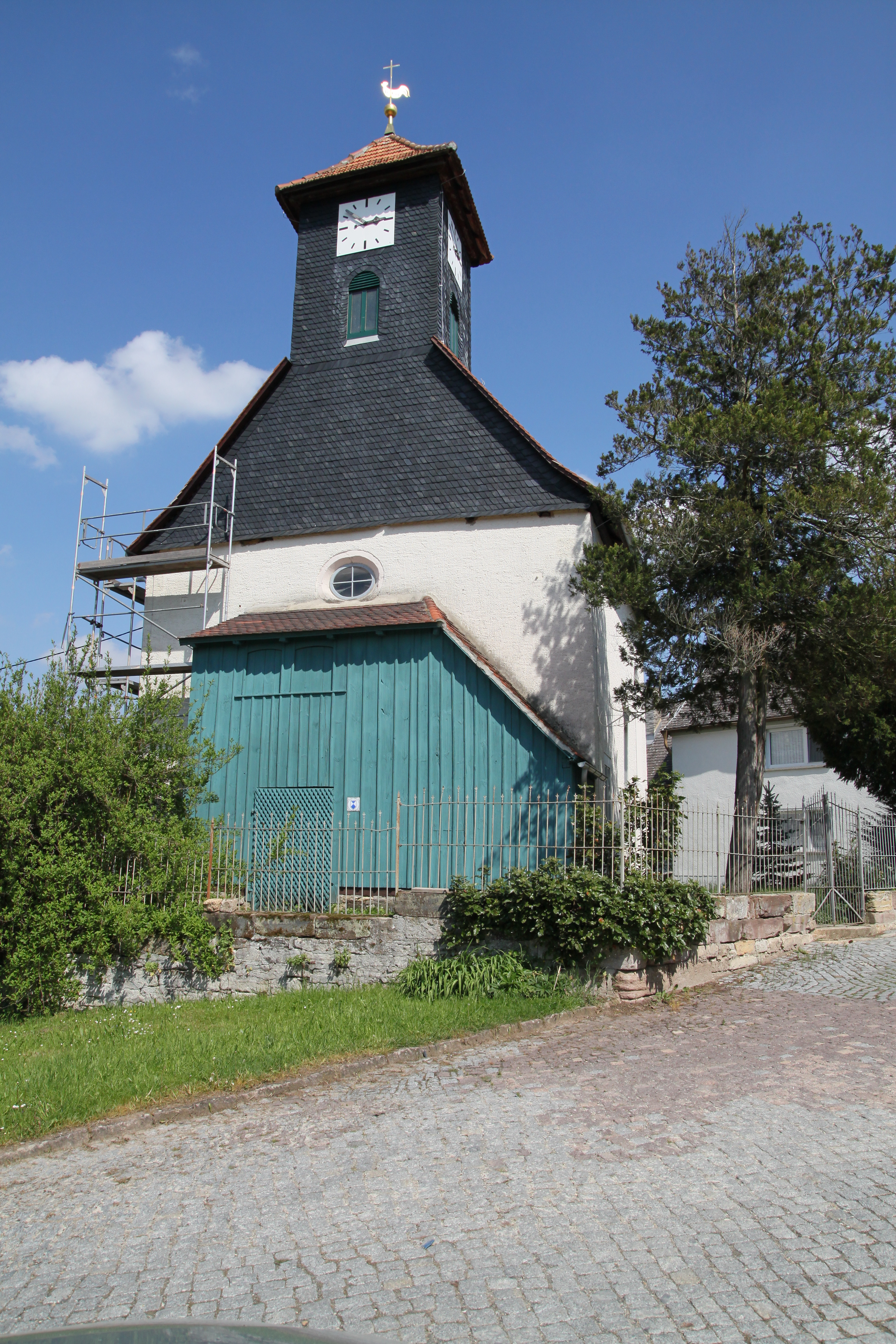
Dorfkirche Taupadel

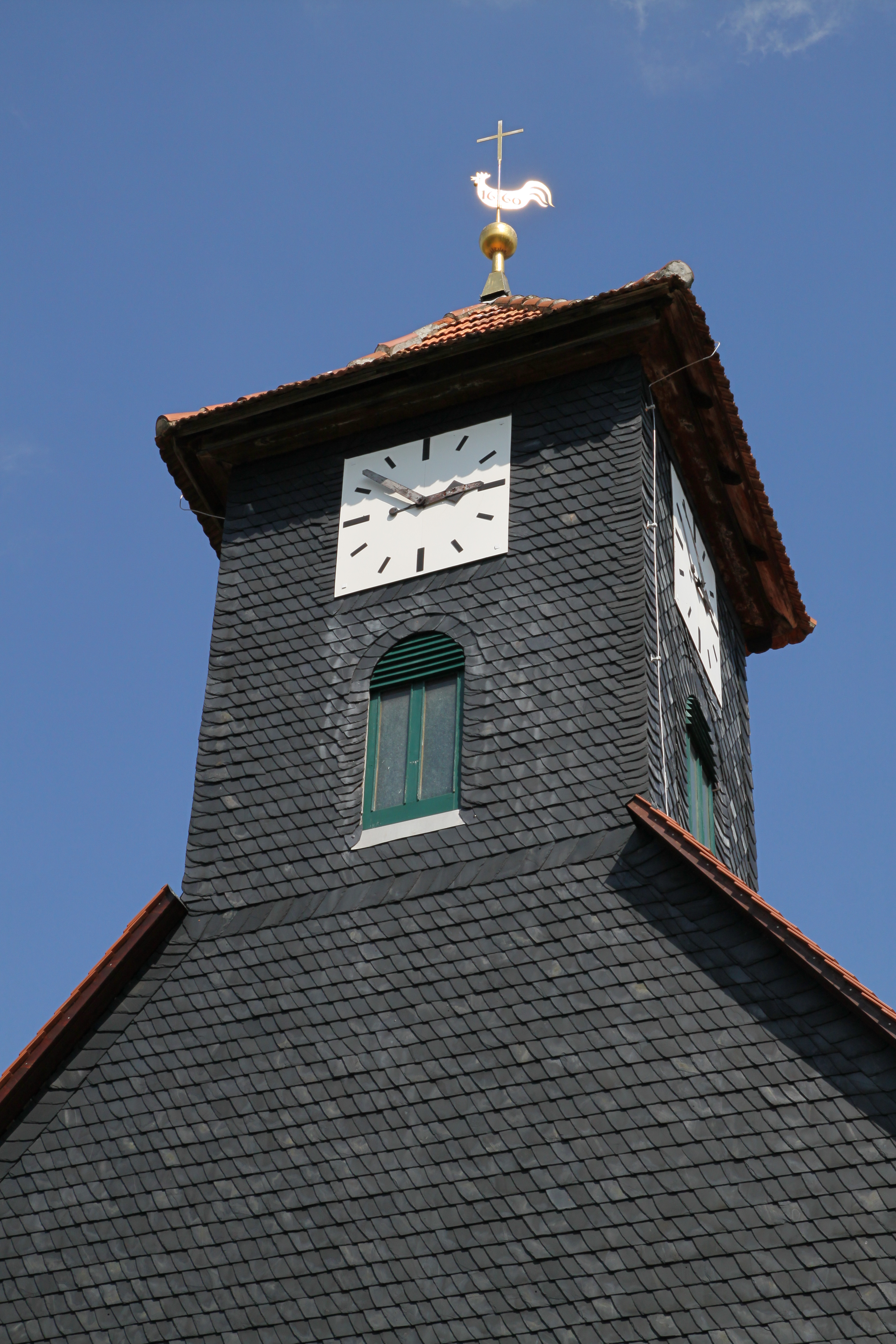
Turmuhr

Die Dorfkirche Taupadel steht im Ortsteil Taupadel der Stadt Bürgel im Saale-Holzland-Kreis in Thüringen. Sie gehört zum Pfarrbereich Bürgel im Kirchenkreis Eisenberg der Evangelischen Kirche in Mitteldeutschland.

## Lage
Die Kirche befindet sich zentral in dem kleinen Rundlingsdorf.

## Geschichte
Die Saalkirche mit eingezogenem vierseitig gebrochenen Chor und westlichen Dachturm wurde 1680 eingeweiht. In die Schiffs- und Chormauer wurden stark abgefaste, rundbogige Fenster eingebaut. Im Süden ist ein gleichaltriges, teilweise zugemauertes Portal mit einem Alabasterrelief aus 1680 zu sehen.
Die im Raum befindlichen Bretter, Balken und auch die Decke sind farbig gehalten. Zweigeschossige Emporen umgeben das Schiff sowie den Taufstein. Im Osten des Raumes ist die Sakristei.